# Valentin Sabella
Valentin Sabella (Buenos Aires, Argentina, 5 de julio de 1999) es un futbolista argentino. Juega de centrocampista o delantero.

## Trayectoria
Tras jugar por el Florida Soccer Soldiers de la United Premier Soccer League, Sabella fichó por el Charlotte Independence de la USL Championship en 2019.
El 25 de enero de 2023, fichó en el Hailstorm FC de la USL League One.

## Estadísticas
Actualizado al último partido disputado el 26 de julio de 2020.
| Part.                                  | Goles         | Part.         | Goles | Part. | Goles | Part. | Goles |   |    |   |
| Florida Soccer Soldiers Estados Unidos | 5.ª           | 2019          | -     | -     | 3     | 1     | -     | - | 3  | 1 |
| Florida Soccer Soldiers Estados Unidos | Total club    | Total club    | 0     | 0     | 3     | 1     | 0     | 0 | 3  | 1 |
| Charlotte Independence Estados Unidos  | 2.ª           | 2019          | 18    | 1     | -     | -     | -     | - | 18 | 1 |
| Charlotte Independence Estados Unidos  | 2.ª           | 2020          | 2     | 1     | 0     | 0     | -     | - | 2  | 1 |
| Charlotte Independence Estados Unidos  | Total club    | Total club    | 20    | 2     | 0     | 0     | 0     | 0 | 20 | 2 |
| Total carrera                          | Total carrera | Total carrera | 20    | 2     | 3     | 1     | 0     | 0 | 23 | 3 |
| (1) Incluye datos de la US Open Cup    |               |               |       |       |       |       |       |   |    |   |

## Vida personal
Nacido en Buenos Aires, Sabella se mudó con su familia a Miami a los siete años de edad. Es sobrino nieto del exfutbolista y entrenador Alejandro Sabella.